# Bonifatiuskirche (Klein Hehlen)

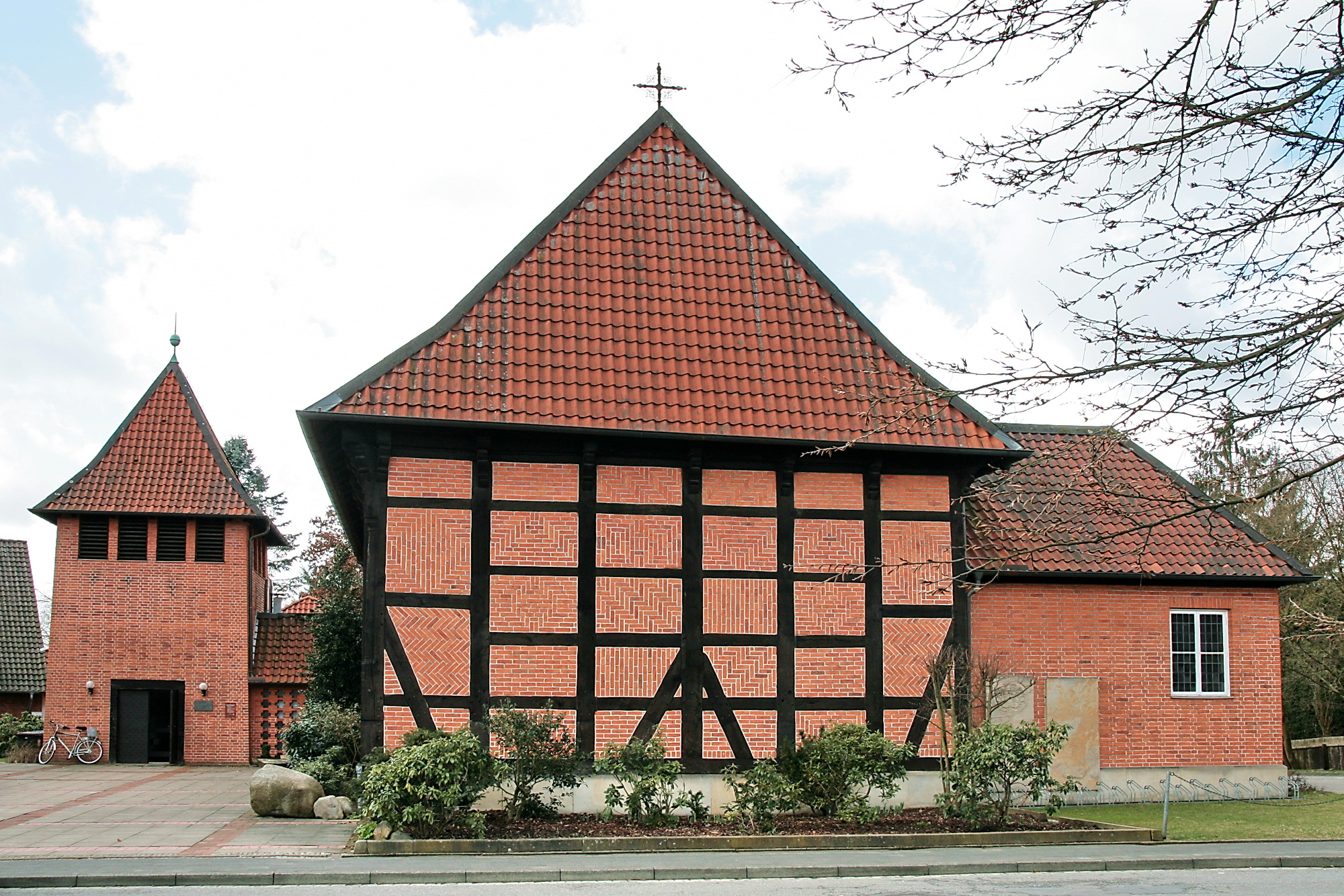
Bonifatiuskirche

Die evangelisch-lutherische Bonifatiuskirche steht in Klein Hehlen, einem Ortsteil der Kreisstadt Celle im Landkreis Celle in Niedersachsen. Die Kirchengemeinde gehört zum Kirchenkreis Celle im Sprengel Lüneburg der Evangelisch-lutherischen Landeskirche Hannovers.

## Beschreibung
Das rechteckige Kirchenschiff der Saalkirche wurde 1956/57 aus Holzfachwerk mit Backsteinausfachung errichtet. Hierbei wurden Holzteile der 1956 abgebrochenen, 1657 erbauten Kapelle des Friedhofs, die von 1758 bis 1902 als Garnisonskirche genutzt wurde, wiederverwendet. Vor der Südwestecke der Kirche wurde ein niedriger Glockenturm aus Backsteinen angebaut, der mit einem Pyramidendach bedeckt ist. In seinem Glockenstuhl hängen drei Kirchenglocken, die 1957 Friedrich Wilhelm Schilling gegossen hat. Der Turm ist über einen Durchgang mit dem Kirchenschiff verbunden.
Zur Kirchenausstattung gehören die von Herzog Christian Ludwig gestiftete Kanzel aus dem Jahr 1659 und das aus Großburgwedel stammende barocke Altarretabel von 1690. Nachträglich wurde an der Nordseite ein Querarm zur Aufnahme der Orgel angebaut. Sie wurde 1960 von der Emil Hammer Orgelbau mit 14 Registern, zwei Manualen und einem Pedal gebaut und später erweitert.